# Звездане стазе: Дубоки свемир 9
Пре завршетка емитовања серије Звездане стазе: Следећа генерација (Star Trek: The Next Generation), почиње снимање и емитовање нове серије из франшизе Звездане стазе (Star Trek), Звездане стазе: Дубоки свемир 9 (Star Trek: Deep Space Nine). Радња ове серије одиграва се у истом времену кад и Следећа генерација. Неки ликови из Следеће генерације једни су од главних протагониста и у серији Дубоки свемир 9 - Мајлс О’Брајан, Ворф - a у једној се епизоди као гост појављује и сам Жан-Лик Пикар, капетан звезданог брода Ентерпрајз Д (U.S.S. Enterprise D) из Следеће генерације. Серија је боље прихваћена од серије Војаџер, али не тако добро као Следећа генерација.
Радња серијала Дубоки свемир 9 смештена је у не тако идиличну атмосферу на какву смо навикли у оригиналној серији. Место радње је бивша кардасијанска свемирска станица „Дубоки свемир 9“ (Deep Space Nine - бивши, кардасијански назив „Терок Нор“), у орбити планете Бејџор (Bajor), која је била симбол кардасијанске моћи и окрутности над Бејџоранцима, мирољубивим и религиозним народом против којег су Кардасијанци водили освајачки, агресорски рат. Ипак, тај рат постаје прошлост у времену када почиње радња серије: Бејџоранци су се најзад одбранили од вишеструко надмоћније војне силе, организовавши снажан покрет отпора, a Федерација долази на станицу „Дубоки свемир 9“ као заштитница и савезница Бејџора и да припреми Бејџор за улазак у чланство Федерације. Командант станице постаје федерацијски официр Бенџамин Сиско (Benjamin Sisco), средишња фигура серијала.
Централна тема ове серије ипак није рат између Кардасије и Бејџора, нити улазак Бејџора у Федерацију (иако је и то једна од тема које се протежу кроз серију). Тема серије је нова претња која долази из Гама квадранта (удаљенијег дела наше галаксије). Ta претња зове се Доминион.
Серијом доминирају војно-политичке теме зачињене дипломатским односима и потезима, a кроз целу серију на помолу је рат с том новом, и Алфа квадранту и Федерацији, још непознатом силом, до којег при крају серије ипак и долази.

## Радња серије
Када су се Кардасијанци повукли из Бејџоранског сектора, после 60 година окупације, 2369. године, Привремена Влада Бејџора је позвала Федерацију да заузме кардасијанску станицу Терок Нор, која је служила за рафинисање уридијума, и заштити Бејџор. Станица би остала власништво Бејџора, али би њом управљао федерацијски капетан чији је први официр Бејџоранац. Станица је названа Дубоки свемир 9 и команда је предата команданту Бенџамину Сиску, ветерану из борбе код сектора Wolf 359, у коме му је погинула жена, Џенифер Сиско, са којом је имао сина Џејка. Одмах по доласку федерацијских официра на станицу, официр за науку Џадзија Декс (Трилонка) открива да се у близини станице налази једина стабилна црвоточина у познатој галаксији која води 70.000 светлосних година далеко, у Гама квадрант, још неистражени део Галаксије. Иначе у бејџоранским митовима помиње се црвоточина као Небески храм који је дом Пророка, и из њега су током неколико миленијума на Бејџор падале „Сузе Пророка“ - Орбови, на чијем постојању је и заснивана целокупна религија Бејџоранаца. Капетан Сиско одлази кроз црвоточину и у њој налази Пророке за које се испоставља да су бића која живе у нелинеарном времену и стога знају и прошлост и будућност. Сиско осигурава безбедан пролаз свим бродовима који би ишли у истраживање Гама квадранта и тако Дубоки свемир 9 постаје најважнија свемирска станица у том делу Федерације. Међутим, на станици се као шеф обезбеђења, остао на том месту још из времена Кардасијанске окупације, налази Одо, биће које може да мења облике и чије је порекло непознато.
Тек у трећој сезони се открива да се са друге стране црвоточине налази галактичка сила Доминион, чији су Оснивачи заправо врста којој припада Одо. Ускоро започиње ланац интрига, сукоби и коначно огроман галактички рат који се води на безбројним пољима са стотинама бродова на обе стране.

## Цивилизације
Звездане стазе: Дубоки свемир 9 је приказао многе нове цивилизације, али се углавном концентрисао на продубљивање знања о већ познатим цивилизацијама из универзума Звезданих стаза. Много тога новог сазнали смо о Клингонцима, Кардасијанцима, Ференгијима, Бејџоранцима, Трилонцима, Бринима, а уведене су неке нове расе које су чиниле окосницу серије као на пример Доминион (Оснивачи, Ворте, Кареме, Џем Хадари).

### Доминион
Доминион је непозната сила која потиче из Гама квадранта. Иза Доминиона стоје тзв. Оснивачи који су заправо бића метаморфи у течном стању која могу да поприме било који облик. Они су некада били „чврсти“ као и већина интелигентних бића у универзуму, али су еволуирали. Они немају позитивна искуства са тзв. „чврстим“ бићима, тако да су одлучили завладати њима. Они владају над свим бићима у Гама квадранту. Они који им се не желе придружити бивају покорени на суров начин. Будући да су успели да завладају читавим Гама квадрантом, они ће то исто покушати и с Алфа квадрантом, пошто је нова посада станице, на челу са Бенџамином Сиском, открила црвоточину која спаја Алфа и Гама квадранте.
Оснивачи (метаморфи) имају моћно царство које функционише према строго устаљеној хијерархији: на челу су метаморфи који одлучују o свему, испод њих су бића створена генетичким инжењерингом, тзв. Ворте, a Ворте су апсолутно надређени војсци фанатичних ратника, тзв. Џем Хадарима (Jem Hadari), такође створени генетичким инжењерингом. Како Ворте, тако и Џем Хадари, Осниваче поштују као богове. Једна од најбитнијих особина Оснивача јесте „Велика веза“ (The Great Link) у коју се спајају сви метаморфи ступивши у колективну свест и размењујући тако информације, осећаје и осећања.

## Продукција
Дубоки свемир 9 је био други серијал Звезданих стаза (после Војаџера почев од треће сезоне) који је користио слике добијене на рачунару за призоре свемира. Иако се коришћење рачунарских слика практиковало због мањих трошкова снимања, франшиза Звезданих стаза је наставила да првенствено користи моделе због њихове веће реалности. Дубоки свемир 9 је почео да користи рачунарске слике од 1997 (шеста и седма сезона) за приказе доминионске окупације станице. Наравно, сама свемирска станица је током свих седам сезона остала у виду модела.
Уводни део епизода се мења са почетком приказивања серијала Војаџер. Ово је најприметније у приказима градње на станици (који су добијени рачунарски), већом активношћу пристајања и одласка свемирских бродова, као и приказом небула у позадини. Такође, као стављање нагласка на усамљеност станице у свемиру, појављује се музичка тема на труби, коју је компоновао Денис Макарти.
 је био први свемирски брод чија слика је била створена на рачунару. Анимацију је радила компанија ВижнАрт, која је такође радила и Одоа. Слика рађена на рачунару је највише коришћена у епизоди четврте сезоне Пад брода, где се бори против брода Џем Хадара у атмосфери гасовитог џина, такође створеној на рачунару.

## Критике
Серија је добила велики број награда, међутим, многи поклоници Звезданих Стаза су критиковали Дубоки свемир 9 замерајући му што се радња серије одиграва на непокретној станици а не на звезданом броду, као што је био случај са дотадашњим серијама. Творци серије то објашњавају чињеницом да је серијал Следећа генерација још увек био у току и да би било бесмислено имати два истовремена серијала о посадама које иду „тамо где човек никад није ишао“. Због тога су у трећој сезони творци серије донели мали али јак бродић USS Defiant као подршку станици, због могуће претње од стране Доминиона.
Многе замерке се дају на рачун атмосфере у серији, да је мрачна, да је мистериозна, понекад чак и отворено непријатељска и крвава; као сушта супротност ономе што је до сада виђено у Звезданим Стазама. Истина је да се ова серија до сада прва и једина дотакла проблема који окупирају модерно друштво: расизам, верска нетрпељивост, конзервативизам, геноцид, хомосексуалност итд.

## Улоге у серији
- Ејвери Брукс - Бенџамин Сиско
- Рена Оберџоноа - Одо
- Никол Де Бор - Езри Декс (1998—1999)
- Мајкл Дорн - Ворф (1995—1999)
- Тери Фарел - Џадзија Декс (1993—1998)
- Сирок Лофтон - Џејк Сиско
- Колм Мини - Мајлс О’Брајан
- Армин Шимерман - Кварк
- Александер Сидиг - Џулијан Башир
- Нана Визитор - Кира Нерис